# SH-AWD
Le SH-AWD (Super Handling All wheels Drive) est un système de traction intégrale à transfert de couple piloté du constructeur automobile Honda. Ce système permet de réagir à différentes situations de conduite en variant la distribution du couple moteur entre les essieux avant et arrière, puis entre les roues de l'essieu arrière.
La plage de variation est comme suit :
- Entre l'essieu avant et l'essieu arrière : de 30 % - 70 % à 70 % - 30 % (AV-AR)
- Entre les roues de l'essieu arrière : de 0 % - 100 % à 100 % - 0 % (Gauche-Droite)

Il permet une plus grande souplesse de conduite en accélération et permet de contribuer à la correction de la trajectoire du véhicule (en association avec le VSA) par apport d'énergie également. Les véhicules équipés de ce système réagissent globalement comme des véhicules à propulsion.
Ce système est le premier système de répartition de couple sur une transmission intégrale permettant d'utiliser la force motrice à des fins de stabilisation du véhicule. Il inaugure l'ère de l'hyper manœuvrabilité automobile. La première voiture à avoir été dotée de ce système est la Honda Legend de 2004.